# Црква Успења Пресвете Богородице у Дрежнику
Црква Успења Пресвете Богородице у Дрежнику, насењеном месту на територији града Ужица, подигнута је у периоду од 1926. до 1928. године и припада Епархији жичкој Српске православне цркве.

## Подизање цркве
Подизање храма у селу везано је за подизање и освештавање сеоске школе 1924. године, када је епископ битољски Јосиф Цвијовић, родом из Дрежника, позвао мештане и понудио да и он сам лично учествује у прилогу. То је било пресудно да Дрежничани саграде цркву уз помоћ мајстора које је епископ довео са југа, из своје епархије. Они су саградили храм и украсили га живописом и иконама на олтарској прегради. Иконостас је наручен у битољској резбарској школи, а фреске је осликао Лукијан Бабић 1929. године. Послове око изградње дрежничког храма водио је прота Радосав Симић.

## Основни подаци о ктиторима
Изнад улазних врата, на западој страни цркве, постављена је ктиторска плоча на којој пише: Грађена 1926-1928.г. Велики добротвор храма епископ битољски Јосиф Цвијовић Дрежничанин. Захвални парохијани подигли су 2009. године, поред цркве, Спомен дом са меморијалном поставком у част Јосифа Цвијовића, тачно на 130-годишњицу његовог рођења.

## Архитектура цркве
Црква посвећена Успењу Пресвете Богородице саграђена је у „неовизантијском стилу”, као крстообразна грађевина са полукружном апсидом на источној страни. Певнице на јужној и северној страни су знатно мањих димензија у односу на олтарску апсиду. Кров изнад наоса засведен је полуобличастим сводом, а изнад централног дела је осмоугаона купола са осам правилно распоређених прозора. Црква је осветељена са више прозора, по три са северне и јужне стране, а по један на певницама и олтарском простору. Изнад западних врата налази се розета. Врата на северној страни цркве, која служе као споредни улаз у храм, знатно су мањих димензија од главних врата на западној страни. Престоне иконе на иконостасу су Свети Никола, Пресвета Богородица, Исус Христ и Свети Јован Крститељ. У горњем делу су старозаветни пророци, а изнад њих, између две аждаје, Распеће Христово. У тамбуру куполе су четворица Јеванђелиста, на западном зиду приказана је капела на Кајмакчалану, а са стране су фреске са ликовима великог жупана Стефана Немање и цара Душана.